# Kongsvinger Futsal Sportsklubb 2012-2013
Questa voce raccoglie le informazioni riguardanti il Kongsvinger Futsal Sportsklubb nelle competizioni ufficiali della stagione 2012-2013.

## Stagione
Il Kongsvinger ha chiuso la stagione 2012-2013 all'8º posto, raggiungendo pertanto la salvezza.

## Rosa
| N° | Naz.                | Ruolo | Sportivo           | Anno     |  |  |
| -- | ------------------- | ----- | ------------------ | -------- |  |  |
|    | Norvegia (bandiera) | POR   | Frederic Bredesen  |          |  |  |
|    | Norvegia (bandiera) | POR   | Khalid Hacham      | 28.03.89 |  |  |
|    | Norvegia (bandiera) | POR   | André Thomsen      |          |  |  |
|    | Norvegia (bandiera) | DIF   | Kjetil Gerhardsen  | 01.01.86 |  |  |
|    | Norvegia (bandiera) | DIF   | Jon Holt           |          |  |  |
|    | Norvegia (bandiera) | DIF   | Fredrik Nilsen     | 23.03.88 |  |  |
|    | Norvegia (bandiera) | DIF   | Stian Westerheim   |          |  |  |
|    | Norvegia (bandiera) | LAT   | Christoffer Haugen | 10.03.91 |  |  |
|    | Norvegia (bandiera) | UNI   | Ørjan Heiberg      | 09.12.92 |  |  |
|    | Norvegia (bandiera) | UNI   | Petter Lindstad    | 12.03.87 |  |  |
|    | Norvegia (bandiera) | UNI   | Petter Severeide   | 11.04.83 |  |  |
|    | Norvegia (bandiera) | PIV   | Jermund Udnæseth   |          |  |  |
|    | Norvegia (bandiera) |       | Aso Aram           |          |  |  |
|    | Norvegia (bandiera) |       | Christoffer Engen  |          |  |  |
|    | Norvegia (bandiera) |       | Rolv Gjeilo        |          |  |  |
|    | Norvegia (bandiera) |       | Chris Lundhaug     |          |  |  |
|    | Norvegia (bandiera) |       | Simen Nordnes      | 06.05.91 |  |  |
|    | Norvegia (bandiera) |       | Ole Andreas Nesset |          |  |  |
|    | Norvegia (bandiera) |       | Herman Odden       | 15.10.86 |  |  |
|    | Norvegia (bandiera) |       | Stian Repshus      |          |  |  |

## Risultati

### Eliteserie

#### Girone di andata
| Oslo 3 novembre 2012, ore 12:00 1ª giornata | Kongsvinger | 1 – 3 referto | Grorud | KFUM-Hallen\| Arbitro: \| Krokdal \| |
| Arbitro:                                    | Krokdal     |               |        |                                      |

| Oslo 4 novembre 2012, ore 12:45 2ª giornata | Kongsvinger | 0 – 4 referto | Vegakameratene | KFUM-Hallen\| Arbitro: \| Eidhammer \| |
| Arbitro:                                    | Eidhammer   |               |                |                                        |

| Kongsvinger 18 novembre 2012, ore 13:00 3ª giornata | Kongsvinger | 3 – 5 referto | Solør | Tråstadhallen\| Arbitro: \| Sandberg \| |
| Arbitro:                                            | Sandberg    |               |       |                                         |

| Larvik 1º dicembre 2012, ore 19:00 4ª giornata | Kongsvinger     | 1 – 13 referto | Nidaros | Arena Larvik\| Arbitro: \| Kiil Andreassen \| |
| Arbitro:                                       | Kiil Andreassen |                |         |                                               |

| Larvik 2 dicembre 2012, ore 12:45 5ª giornata | Vadmyra  | 7 – 8 referto | Kongsvinger | Arena Larvik\| Arbitro: \| Pedersen \| |
| Arbitro:                                      | Pedersen |               |             |                                        |

| Larvik 15 dicembre 2012, ore 11:00 6ª giornata | Tiller    | 9 – 2 referto | Kongsvinger | Arena Larvik\| Arbitro: \| Myklebust \| |
| Arbitro:                                       | Myklebust |               |             |                                         |

| Oslo 13 novembre 2012, ore 12:00 7ª giornata | KFUM Oslo | 12 – 2 referto | Kongsvinger | KFUM-Hallen\| Arbitro: \| Ølmheim \| |
| Arbitro:                                     | Ølmheim   |                |             |                                      |

| Stjørdal 5 gennaio 2013, ore 19:00 8ª giornata | Kongsvinger  | 3 – 2 referto | Horten | Stjørdalshallen\| Arbitro: \| Solum Lystad \| |
| Arbitro:                                       | Solum Lystad |               |        |                                               |

| Stjørdal 6 gennaio 2013, ore 12:45 9ª giornata | Nesjar   | 4 – 2 referto | Kongsvinger | Stjørdalshallen\| Arbitro: \| Sandberg \| |
| Arbitro:                                       | Sandberg |               |             |                                           |

#### Girone di ritorno
| Fyllingsdalen 2 febbraio 2013, ore 17:15 10ª giornata | Grorud  | 12 – 5 referto | Kongsvinger | Framohallen A\| Arbitro: \| Ølmheim \| |
| Arbitro:                                              | Ølmheim |                |             |                                        |

| Fyllingsdalen 3 febbraio 2013, ore 12:45 11ª giornata | Vegakameratene | 5 – 3 referto | Kongsvinger | Framohallen A\| Arbitro: \| Schjølberg \| |
| Arbitro:                                              | Schjølberg     |               |             |                                           |

| Oslo 16 gennaio 2013, ore 20:15 12ª giornata | Solør    | 2 – 2 referto | Kongsvinger | Veitvet Idrettshall\| Arbitro: \| Pedersen \| |
| Arbitro:                                     | Pedersen |               |             |                                               |

| Oslo 16 febbraio 2013, ore 12:00 13ª giornata | Nidaros   | 4 – 4 referto | Kongsvinger | KFUM-Hallen\| Arbitro: \| Eidhammer \| |
| Arbitro:                                      | Eidhammer |               |             |                                        |

| Oslo 17 febbraio 2013, ore 16:15 14ª giornata | Kongsvinger | 6 – 4 referto | Vadmyra | KFUM-Hallen\| Arbitro: \| Ølmheim \| |
| Arbitro:                                      | Ølmheim     |               |         |                                      |

| Kongsvinger 19 gennaio 2013, ore 19:30 15ª giornata | Kongsvinger | 3 – 3 referto | Tiller | Tråstadhallen\| Arbitro: \| Pedersen \| |
| Arbitro:                                            | Pedersen    |               |        |                                         |

| Kongsvinger 10 marzo 2013, ore 16:15 16ª giornata | Kongsvinger | 1 – 4 referto | KFUM Oslo | Tråstadhallen\| Arbitro: \| Sandberg \| |
| Arbitro:                                          | Sandberg    |               |           |                                         |

| Stjørdal 16 marzo 2013, ore 19:00 17ª giornata | Horten   | 3 – 11 referto | Kongsvinger | Stjørdalshallen\| Arbitro: \| Sandberg \| |
| Arbitro:                                       | Sandberg |                |             |                                           |

| Stjørdal 17 marzo 2013, ore 16:15 18ª giornata | Kongsvinger | 5 – 1 referto | Nesjar | Stjørdalshallen B\| Arbitro: \| Schjølberg \| |
| Arbitro:                                       | Schjølberg  |               |        |                                               |